# Fauriella robustiuscula
Fauriella robustiuscula là một loài rêu trong họ Theliaceae. Loài này được Broth. mô tả khoa học đầu tiên năm 1924.